# Lepidosaphes sciadopitysi
Lepidosaphes sciadopitysi är en insektsart som beskrevs av Mckenzie 1955. Lepidosaphes sciadopitysi ingår i släktet Lepidosaphes och familjen pansarsköldlöss. Inga underarter finns listade i Catalogue of Life.